# شست پاندا

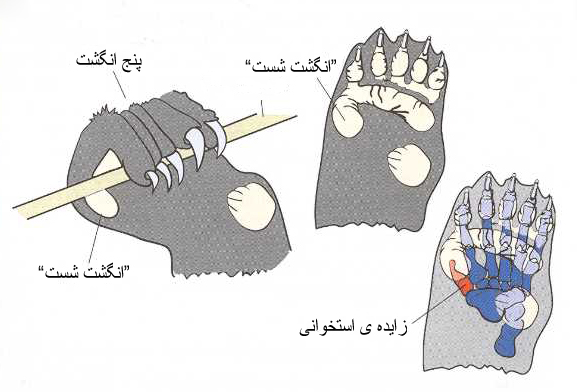
تصویری از شست پاندا

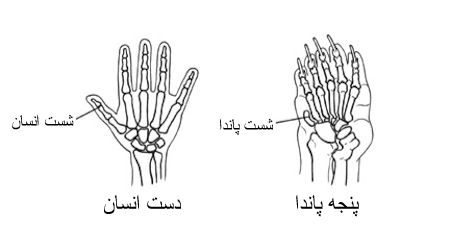
مقایسه شست پاندا و انسان

شست پاندا در واقع زایده‌ای است از یکی از استخوان‌های مچ او که باعث می‌شود پاندا بتواند توسط آن به راحتی برگ‌های گیاه بامبو را که غذای اصلی این حیوان هستند، قطع کند. در واقع پنجه پاندا شامل پنج انگشت به همراه یک شست است!
استفان جی گولد، دیرین‌شناس و زیست‌شناس انگلیسی معتقد بود که وجود این زایده که به صورت شست پدیدار شده‌است، محصول انتخاب طبیعی نیست، بلکه حاصلِ جهش است. در واقع جهش در مسیری مثبت باعث شده‌است که پاندا بتواند از منابع غذایی بیشتری بهره‌مند شود؛ به طوریکه انگشت شست حیوان برای راحتی درگرفتن و خوردن گیاه بامبو به مرور زمان تغییر شکل یافته‌است و مناسب این کار شده‌است. او این پدیده را برای اثبات نظریه خود مبنی بر نظریه تعادل نقطه‌ای، بیان کرد و اظهار داشت که این تحول، ناگهانی (بر اثر جهش) بوده‌است نه تدریجی؛ یعنی دقیقاً در برابر نظریه تحول تدریجیِ داروین.